# Ekebymeteoriten

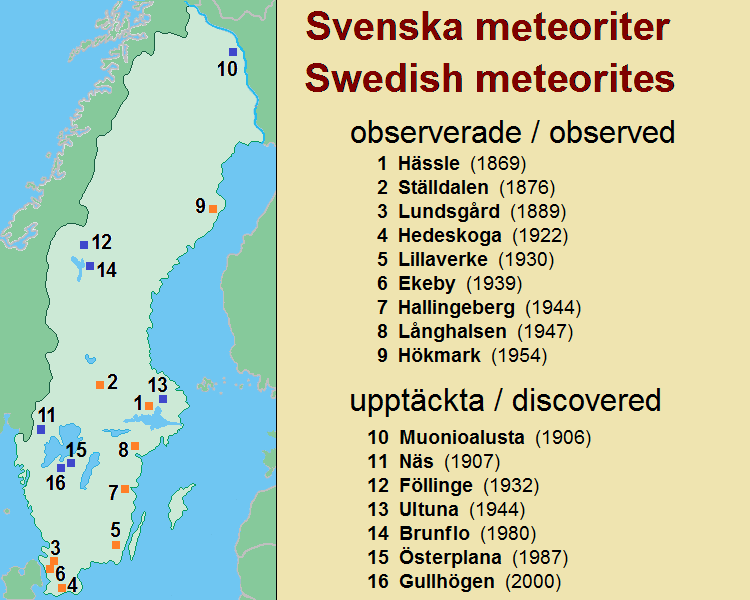
Karta över svenska meteoritnedslag, Ekeby 1939 (nr 6)

Ekebymeteoriten är en stenmeteorit som slog ner vid gården Kastbergshus i Ekeby i Skåne den 5 april 1939. Det är ett av nio observerade meteoritnedslag i Sverige och en av 18 upphittade meteoriter i landet.

## Nedslag
Nedslaget skedde klockan 07:12 mellan järnvägsstationerna Billesholms gruva och Böketofta vid Västkustbanans dåvarande sträckning och observerades av sex järnvägsarbetare som arbetade nära den åker som meteoriten slog ner på. Vid tidpunkten för nerslaget var vädret mulet och disigt och meteoriten  observerades inte som lysande, men den efterlämnade sig en ljus röktrimma som snabbt försvann. Däremot hördes ljudet av meteoritens färd starkt under vad som rapporterades som två minuter. Ljudet angavs som smattrande eller dånande, brutet av enstaka skarpa smällar, och hördes minst 13 kilometer bort från nedslagsplatsen. Detta gjorde flera andra personer reagerade över ljudet och kunde notera tidpunkten och varaktigheten för fallet. Ljudet ska ha upphört direkt vid nedslaget, men efterföljts av ett vinande ljud, likt en gevärskula. Detta skulle visa sig komma från en mindre skärva som brutits loss från meteoriten. Järnvägsarbetarna begav sig genast till nedslagsplatsen, där de kunde hitta hålet i marken och gräva upp stenen. Meteoriten hade endast borrat ner sig 35 centimeter i den luckra myllan, vilket tyder på att dess hastighet vid nedslaget inte var särskilt hög. Detta bekräftas även av hur länge ljudet från fallet kunde höras innan nedslaget, vilket tyder på att hastigheten var klart lägre än ljudets hastighet, troligen runt 100 m/s. Efter att ha grävt upp stenen kontaktade järnvägsarbetarna geologisk-mineralogiska institutionen vid Lunds universitet, som samma dag kunde förvärva den och studera den.

## Beskrivning
Meteoriten är en stenmeteorit av typen kondrit (H4) och är formad som en trekantig prisma med en sidolängd på 14 centimeter och en höjd på 7 centimeter. Stenen innehåller mer än 40% olivin, samt rombisk pyroxen och cirka 25% nickeljärn och magnetkis. Den ursprungliga stenen vägde 3310 gram, och den senare upphittade skärvan vägde 26 gram. Dess densitet är 3,17 g/cm³.

## Skulptur
Vid Lunds universitets 350-årsjubileum år 2017 avtäcktes en jubileumsskulptur på Universitetsplatsen kallad "Bronsmeteoriten", utformad av Charlotte Gyllenhammar. Skulptören hämtade inspiration till skulpturens form och färg från Ekebymeteoriten.